# Paura

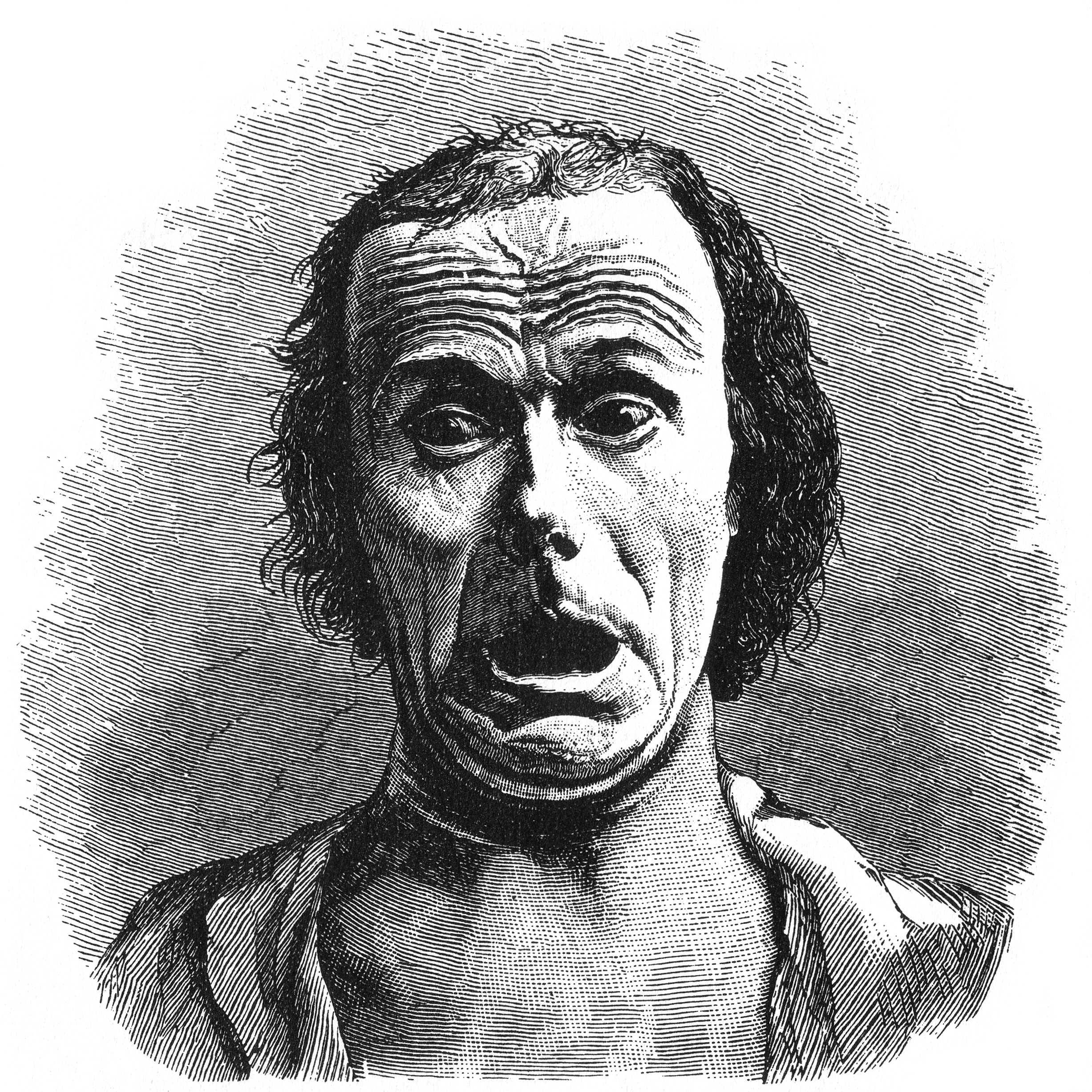
Illustrazione della paura, da L'espressione delle emozioni nell'uomo e negli animali di Charles Darwin.

La paura è un'emozione primaria, intensamente spiacevole, che deriva dalla naturale avversione al rischio o alla minaccia, presente sia nel genere umano che nel genere animale. Umberto Galimberti, nel suo Dizionario di psicologia, così la definisce:
Contrariamente ad altre emozioni primarie, la paura presenta una manifestazione che è per definizione patologica: la fobia. Questa è definita come una reazione esagerata di paura di fronte a un determinato oggetto, animale o evento, sproporzionata rispetto alla situazione che si sta affrontando. Per tale motivo il soggetto che presenta delle fobie evita accuratamente tutte le situazioni che potrebbero scatenare la sua ansia: tale evitamento può inficiare la qualità della vita di una persona con fobia, rinforzandola in un circolo vizioso. Sono esempi di fobia la claustrofobia, l'agorafobia e la centrofobia.

## Reazioni
La paura è un'emozione dominata dall'istinto (cioè dall'impulso) che ha come obiettivo la sopravvivenza del soggetto ad una suffragata situazione di pericolo; irrompe ogni qualvolta si presenti un possibile cimento per la propria incolumità, e di solito accompagna ed è accompagnata da un'accelerazione del battito cardiaco e delle principali funzioni fisiologiche difensive.
Principali controffensive alla paura possono essere:
- intensificazione delle funzioni fisiche e cognitive teoretiche con relativo innalzamento del livello di accortezza
- difficoltà di applicazione intellettiva
- fuga
- protezione istintiva del proprio corpo (cuore, viso, organi genitali)
- ricerca di aiuto (sia articolato, sia racchiuso)
- calo della temperatura corporea
- sudorazione
- aumento adrenalinico
- aumento dell'ansia

La paura è talvolta causa di alcuni fenomeni di modifica comportamentale permanenti, identificati come sindromi ansiose: ciò accade quando la paura non è più scatenata dalla percezione di un reale pericolo, bensì dal timore che si possano verificare situazioni, apparentemente normalissime, ma che sono vissute dal soggetto con profondo disagio. In questo senso, la paura perde la sua funzione primaria, legata alla naturale conservazione della specie, e diventa invece l'espressione di uno stato mentale.
La paura di oggetti o contesti può essere appresa; negli animali questo effetto è stato studiato e prende il nome di paura condizionata, che dipende dai circuiti emozionali del cervello.

## Gradi della paura

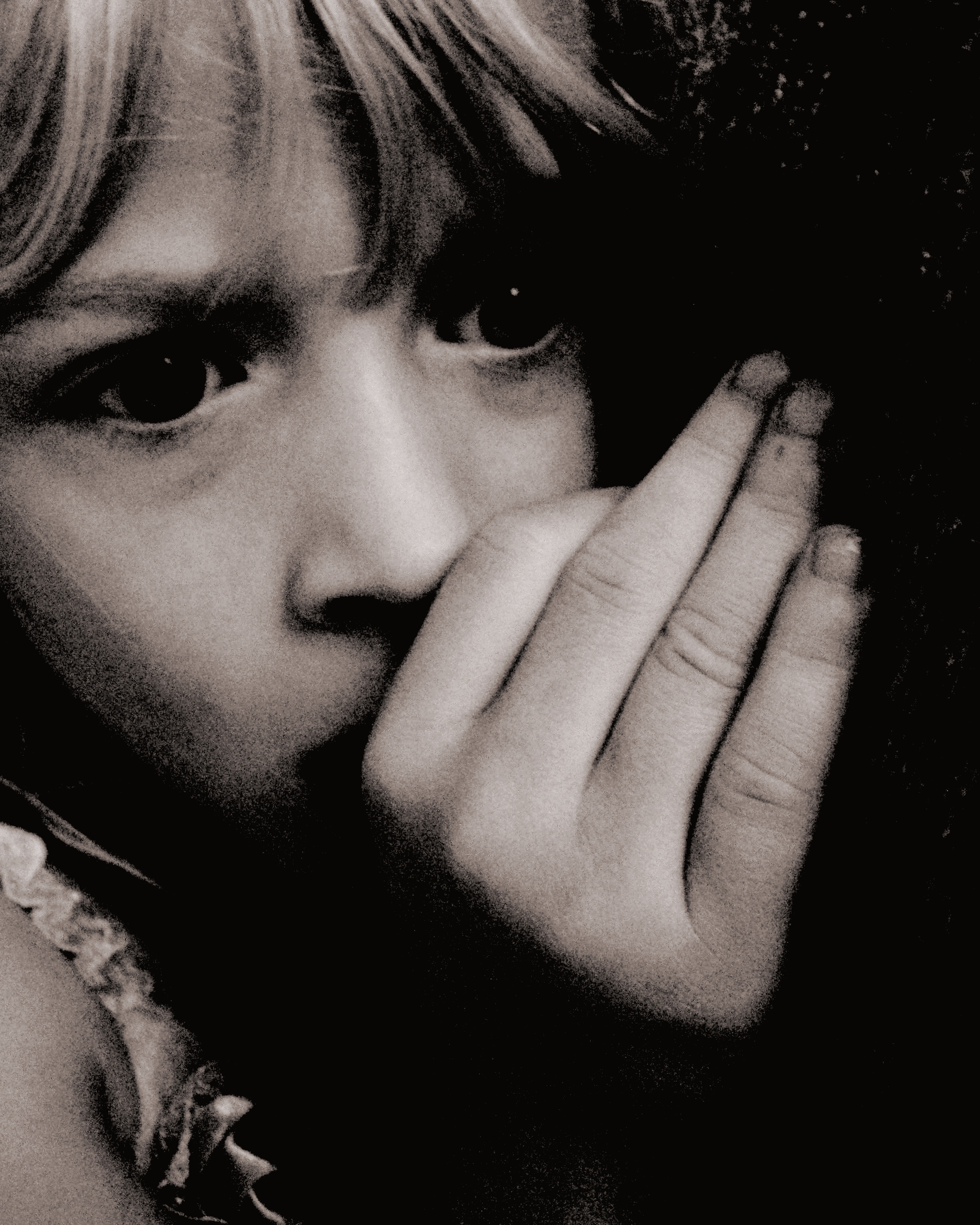
Bambina impaurita.

La paura ha differenti gradi di intensità a seconda del soggetto: persone che vivono intensi stati di paura hanno sovente atteggiamenti irrazionali. La paura, come l'ira, può essere una risposta al dolore o alla sua percezione. Se un individuo impaurito è costretto ad attaccare, l'ira può prendere il sopravvento e la paura svanire. In tal senso alcuni atteggiamenti derivanti dagli stati di paura possono essere considerati pericolosi, quando si tramutano in rabbia. La paura può essere descritta con termini differenti a seconda del suo grado di intensità:
- timore
- ansia o ansietà
- paura
- fobia
- panico
- terrore
- orrore

### Timore
Il timore è la forma meno intensa della paura e si determina quando una situazione promette piacere ma, al tempo stesso, anche dolore: c'è la percezione della possibilità di perdere il piacere, ma ci si muove ancora verso di esso.

### Ansia
In questo caso la minaccia del dolore e quella del piacere si equivalgono, generando una situazione di conflitto nell'attesa di qualche indizio capace di far pendere la bilancia da una parte o dall'altra.

### Paura
La paura emerge quando il contesto è dominato dalla minaccia del dolore o dalla sua percezione: in questo caso si è pervasi dal desiderio di scappare o comunque di allontanarsi dalla fonte del dolore, sia questa reale o immaginaria.
Quando l'ansia di fronte a un determinato oggetto, animale o evento è notevole e non può essere controllata dalla ragione, si parla di fobia. Questa provoca una reazione notevolmente sproporzionata rispetto alla situazione che si sta affrontando. Per tale motivo il soggetto che presenta delle fobie evita accuratamente tutte le situazioni che potrebbero scatenare la sua ansia. Pertanto la sua vita sociale ne può risentire notevolmente. Ne sono un esempio la claustrofobia, l'agorafobia, la centrofobia.

### Panico
Quando la paura è massima ed è carica di un presentimento di morte, si definisce panico. Questo per Galimberti è un "episodio acuto d'ansia caratterizzato da tensione emotiva e terrore intollerabile che ostacola un'adeguata organizzazione del pensiero e dell'azione". La situazione di panico è correlata alla claustrofobia.

### Terrore
Il terrore è la forma estrema della paura, di intensità ancora maggiore rispetto al panico, dove l'impulso a scappare è talmente elevato da ricercare una soluzione immediata: in questo caso l'individuo sceglie di ritirarsi dentro sé stesso. Il terrore è una vera e propria fuga verso l'interno, tanto che la muscolatura può paralizzarsi nel tentativo di ridurre la sensibilità dell'organismo durante la presunta o reale agonia.

### Orrore
Per orrore si intende un sentimento di forte paura e ribrezzo destato da ciò che appare crudele e ripugnante in senso fisico o morale. Per estensione, orrore può indicare un fatto, un oggetto o una situazione che desta tale sentimento.

## Le paure nei bambini
Le paure sono più frequenti durante l'infanzia, giacché il bambino si trova a vivere in un mondo che ancora non conosce. Inoltre nei piccoli è presente maggiore emotività e insicurezza anche perché non sempre riescono a distinguere le paure che provengono dal mondo esterno (paure vere o oggettive), da quelle che nascono dal loro mondo interiore (paure false o soggettive).
Per tale motivo è bene distinguere le paure fisiologiche da quelle patologiche.

### Le paure fisiologiche
Sono presenti nella maggior parte dei bambini di una determinata età, non sono numerose e gravi, scompaiono facilmente con l'età e non sono associate ad altri segnali di sofferenza del bambino. Queste paure raggiungono il massimo della frequenza verso i tre anni e poi, gradualmente, man mano che la realtà si precisa e migliora la maturità del bambino, diminuiscono.

### Le paure patologiche
Queste paure al contrario si riconoscono poiché non sono tipiche per l'età o per una determinata fase evolutiva del bambino, sono numerose, si prolungano nel tempo, limitano la vita personale e sociale del bambino e sono spesso associate ad altri sintomi di sofferenza: come i disturbi del sonno, dell'alimentazione, della comunicazione, della socialità, del comportamento, dell'autonomia e così via. Pertanto troviamo paure nei bambini iperattivi come in quelli inibiti, nei bambini aggressivi ma anche nei piccoli che soffrono di depressione.
Pur non essendo sempre facile distinguere le une dalle altre, è importante riuscire a farlo, poiché le paure fisiologiche non richiedono un particolare trattamento, mentre quelle patologiche richiedono la giusta attenzione da parte dei genitori e degli operatori, giacché sono dei segnali che indicano un disagio o disturbo, più o meno grave, del quale soffre il bambino.
Tutte le paure si accentuano quando il bambino è solo o non è vicino alle normali figure di attaccamento, diminuiscono o scompaiono quando il bambino ha la possibilità di avere accanto i suoi genitori, soprattutto la madre o qualche familiare.

### Le fobie del bambino
Per De Ajuriaguerra J. e Marcelli D.:
“La fobia si costituisce allorché la paura invade l’Io del bambino e ostacola le sue capacità adattative ed evolutive”. 
Anche nei bambini le paure comportano lo stimolo ad allontanarsi o allontanare l'oggetto spiacevole che genera questa emozione. Ad esempio la paura del buio stimolerà il bambino a volere una lucetta sempre accesa nella sua stanza per scacciare la paura.

## Cause

### Cause organiche
Secondo la concezione costituzionalistica vi sarebbero delle cause genetiche. In quanto vi è una più elevata concordanza del disturbo nei gemelli omozigoti e una più elevata incidenza fra gli ascendenti e collaterali. Le indagini neurochimiche hanno messo in evidenza una disfunzione serotoninergica. Le neuroimmagini suggeriscono una disfunzione dei circuiti striato-talamo-corticali.
La dopamina nei topi è legata all'estinzione dello stato di paura. Quando il topo apprende che un luogo non cessa a di essere pericoloso, i neuroni della parte centrale e posteriore dell’area tegmentale inviavano dopamina ai neuroni del gene Ppp1r1b, incaricati di codificare la sensazione di ricompensa e sollievo e situati nella parte posteriore dell’amigdala basolaterale.

### Cause affettivo - relazionali
Le paure possono essere legate a un trauma specifico. Ad esempio la paura del cane può essere legata a un episodio aggressivo da parte di questo animale, vissuto dal bambino. Tuttavia buona parte delle paure non sono legate ad alcun trauma specifico. Esse nascono da una sofferenza interiore del bambino, dovuta ad un'educazione non idonea o ad un ambiente particolarmente disturbato, stressante o che presenta, o ha presentato in passato, scarsa attenzione e considerazione nei confronti dei suoi bisogni affettivo – emotivi. Questa sofferenza genera in lui un'immagine negativa, e quindi paurosa, del mondo che lo circonda.
Le paure, inoltre, possono nascere da un contagio genitoriale o familiare: le ansie e le paure dei genitori o dei familiari si riversano sui più piccoli, generando anche in questi ansie e paure, sia per imitazione sia a causa di un ambiente particolarmente stressante e angoscioso, poco o nulla confacente ad un sano sviluppo, nel quale i bambini sono costretti a vivere.
Per la psicoanalisi le paure nascono quando sono presenti dei pensieri aggressivi o di tipo sessuale che vengono censurati. Questi pensieri minacciano di emergere dall'inconscio, per cui si attivano una serie di meccanismi di difesa, che determinano lo spostamento dell'ansia, dalla pulsione temuta verso un oggetto o una situazione esterna, che presenta una qualche connessione simbolica con essa.